# Euplassa nebularis
Euplassa nebularis är en tvåhjärtbladig växtart som beskrevs av Rambo & Sleum.. Euplassa nebularis ingår i släktet Euplassa och familjen Proteaceae. Inga underarter finns listade i Catalogue of Life.